# Ex imposita nobis

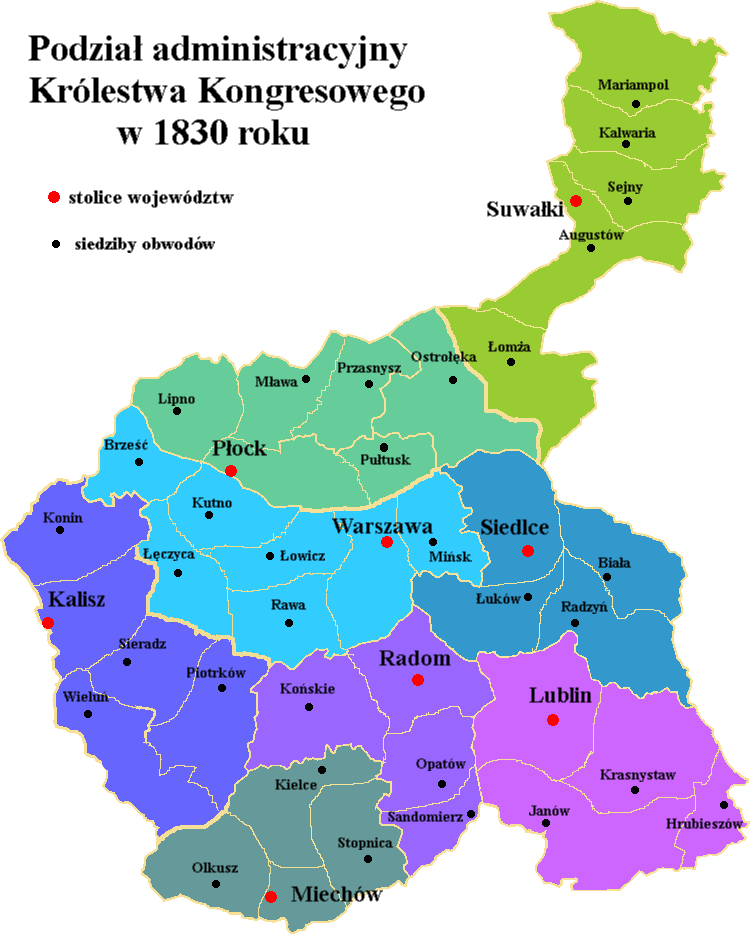
Mappa del regno del Congresso nel 1830 e la suddivisione amministrativa in 8 voivodati.

Ex imposita nobis è una bolla di papa Pio VII, pubblicata il 30 giugno 1818, con la quale fu rivista l'organizzazione ecclesiastica delle diocesi del Regno del Congresso (o Regno di Polonia).

## Contesto storico
Dopo le tre spartizioni del 1772, 1793 e 1795, la Polonia non esisteva più come stato indipendente, e il suo territorio era stato annesso dalle potenze confinanti, ossia l'Impero russo, il Regno di Prussia e la Monarchia asburgica. Il Congresso di Vienna decise la creazione di uno stato polacco semi-indipendente, chiamato Regno del Congresso, con una propria costituzione, ma dipendente dall'impero russo, i cui zar avevano il titolo di re di Polonia.
La costituzione polacca, all'articolo 14, prevedeva che nel Regno del Congresso ci fossero tanti episcopati di rito latino quanti erano i voivodati amministrativi statali, e che queste diocesi costituissero un'unica provincia ecclesiastica con un proprio metropolita. Agli 8 voivodati dovevano perciò corrispondere 8 diocesi, i cui confini non dovevano oltrepassare quelli del regno.
Le trattative tra la Santa Sede e il governo russo durarono 2 anni e confluirono, nel 1818, in due decisioni pontificie:
- la bolla Militantis Ecclesiae regimini del 12 marzo, con cui fu eretta la sede metropolitana di Varsavia;[3]
- la bolla Ex imposita nobis del 30 giugno, con cui furono stabiliti i territori delle 7 diocesi suffraganee di Varsavia.

## La geografia ecclesiastica polacca precedente il 1818
Dopo le spartizioni polacche e la costituzione del Regno del Congresso, le diocesi polacche, che un tempo si trovavano nel territorio della Confederazione polacco-lituana, erano ora divise tra più stati.
In seguito alle decisioni del congresso di Vienna, solo tre diocesi si trovavano interamente nel regno polacco, ossia le diocesi di Varsavia, Kielce e Lublino. Porzioni delle diocesi di Płock e di Włocławek erano in Prussia, un'ampia porzione della diocesi di Cracovia si trovava in territorio asburgico, mentre parte della diocesi di Wigry era in Russia.
Nel regno del Congresso si trovavano poi porzioni di diocesi, che ora non appartenevano più alla Polonia: 386 parrocchie dell'arcidiocesi di Gniezno, 36 parrocchie della diocesi di Przemyśl, 3 parrocchie della diocesi di Poznań e 49 parrocchie della diocesi di Breslavia.

## Le decisioni della bollaEx imposita nobis
Con la bolla Ex imposita nobis fu adattata la divisione diocesana ai nuovi confini politici del Regno di Polonia e alla sua divisione interna in voivodati.
Furono create 2 nuove diocesi, Sandomierz e Janów o Podlachia:
- La diocesi di Sandomierz (dioecesis Sandomiriensis) comprendeva il voivodato omonimo. Aveva sede nella città di Sandomierz, dove fu eretta a cattedrale la chiesa della Natività di Maria Vergine. La diocesi nacque per soppressione della diocesi di Kielce[7] e per il trasferimento della sede vescovile a Sandomierz. La nuova diocesi comprendeva 198 parrocchie, tutte ricavate dall'antica sede di Kielce.[8]
- La diocesi di Janów o Podlachia (dioecesis Iannovensis seu Podlachiensis) comprendeva il voivodato della Podlachia. Aveva sede nella città di Janów Podlaski, dove fu eretta a cattedrale la chiesa della Santissima Trinità. La diocesi comprendeva 117 parrocchie, tutte appartenute in precedenza alla diocesi di Lublino.[9]

Per le altre diocesi del regno del Congresso, i confini furono adattati ai voivodati.
- L'arcidiocesi di Varsavia, sede metropolitana del regno, comprendeva il voivodato della Masovia. Le disposizioni della bolla pontificia determinarono un aumento considerevole del numero delle sue parrocchie, per un totale di 281, di cui 160 nuove: 114 parrocchie furono ricavate dall'arcidiocesi di Gniezno,[5] 34 dalla diocesi di Lublino, 5 dalla diocesi di Włocławek e 7 dalla diocesi di Płock.[10] Il 6 ottobre 1818, con la bolla Romani pontifices, Pio VII conferì agli arcivescovi di Varsavia il titolo di primate del Regno di Polonia.[11]
- La diocesi di Cracovia comprendeva il voivodato omonimo e la città di Cracovia, a cui il congresso di Vienna aveva attribuito lo status di "città libera" e dunque non faceva parte del regno. Comprendeva 234 parrocchie, di cui 12 a Cracovia e 222 nel voivodato.[12] Di queste, 112 erano state ricavate dalla soppressa diocesi di Kielce e 37 (o 38) dalla diocesi di Breslavia.[13][14] Perse però tutte le parrocchie che si trovavano in territorio austriaco e prussiano.[15]
- La diocesi di Lublino comprendeva il voivodato omonimo e un totale di 138 parrocchie.[16] L'adeguamento al territorio del voivodato determinò una sostanziale modifica dei suoi confini e un ridimensionamento del numero delle sue parrocchie: infatti, sebbene acquisì 36 parrocchie dalla diocesi di Przemyśl (che era in territorio russo) e 44 parrocchie dalla soppressa diocesi di Kielce, perse 117 parrocchie nel voivodato della Podlachia a vantaggio della nuova diocesi di Janów o Podlachia, e 34 parrocchie nel voivodato di Masovia a beneficio dell'arcidiocesi di Varsavia.[17]
- La diocesi di Włocławek, che assunse il nome di Włocławek o Kalisz (dioecesis Vladislaviensis seu Calisiensis), comprendeva il voivodato di Kalisz e un totale di 344 parrocchie.[18] In quest'occasione il territorio diocesano fu notevolmente modificato, poiché molte sue parrocchie si trovavano in Prussia, fuori dai confini del regno polacco. Alle poche parrocchie rimaste del territorio precedente, si aggiunsero tutte quelle che si trovavano ora nel voivodato di Kalisz, ossia 272 parrocchie dell'arcidiocesi di Gniezno,[5] 3 della diocesi di Poznań e 11 della diocesi di Breslavia. Contestualmente dovette cedere 8 parrocchie alla diocesi di Płock e 5 all'arcidiocesi di Varsavia. Le numerose parrocchie in territorio prussiano furono perse con la bolla De salute animarum del 1821.[19]
- La diocesi di Płock comprendeva il voivodato omonimo e un totale di 239 parrocchie.[20] L'adeguamento del territorio diocesano a quello del voivodato portò a questi cambiamenti: cedette 32 parrocchie alla diocesi di Wigry e 7 all'arcidiocesi di Varsavia, e acquisì 8 parrocchie dalla diocesi di Włocławek. Le parrocchie in territorio prussiano furono cedute alla diocesi di Chełmno nel 1821.[21]
- La diocesi di Wigry assunse il nome di diocesi di Sejny o Augustów (dioecesis de Seyna seu Augustoviensis) per il contestuale trasferimento della sede vescovile a Sejny. Comprendeva il territorio del voivodato di Augustów per un totale di 120 parrocchie.[22] La diocesi si ingrandì con 32 parrocchie già appartenute alla diocesi di Płock. Solo nel 1848 le parrocchie in territorio russo furono formalmente cedute alla diocesi di Vilnius.[23]

Franciszek Skarbek von Malczewski, vescovo di Włocławek, nominato dal papa metropolita di Varsavia il 2 ottobre 1818, fu incaricato dell'esecuzione della bolla.
La nuova geografia ecclesiastica delle diocesi polacche del regno rimase invariata fino al termine della prima guerra mondiale, quando subì una nuova riorganizzazione con la bolla Vixdum Poloniae unitas del 28 ottobre 1925. Fa eccezione la ricostituzione della diocesi di Kielce nel 1882 con porzioni di territorio appartenute alla diocesi di Cracovia.